# Ophion summimontis
Ophion summimontis är en stekelart som beskrevs av Heinrich 1953. Ophion summimontis ingår i släktet Ophion och familjen brokparasitsteklar. Inga underarter finns listade i Catalogue of Life.